# Boiorix
Boiorix (... – Vercelli, 30 luglio 101 a.C.) fu un re della tribù  dei Cimbri.

## Storia
Non ci sono noti né i suoi natali, né le sue origini. Fu un condottiero che guidò - almeno in parte - la terribile marcia dei Cimbri, popolo indicato dalle fonti antiche alternativamente come germanico o celtico.  Il suo nome è composto di due richiami importanti al mondo dei celti: Boi indicava genericamente i "guerrieri" celtici o, in particolare, una tribù celtica originariamente stanziata nel Norico, a diretto contatto con i Germani; la desidenza "-rix" è comune a molti condottieri galli (Vercingetorix) e vuol dire "re", "condottiero". Boiorix potrebbe quindi significare "re dei guerrieri". È possibile però che appartenesse a un gruppo di Boi unitisi alla migrazione dei cimbri, o, ancora, potrebbe essere stato un cimbro, anche germano, famoso per aver vinto un'ignota battaglia sugli stessi Boi. Henri Hubert (1934) dichiara che nomi come Boiorix provano che i Cimbri "sono celtici, e non possono essere altro". Altri però ritengono che ciò non significa necessariamente che i Cimbri fossero celtici, in quanto gli stessi elementi possono esistere in germanico (si veda ad esempio il nome del re vandalo Genserico, probabilmente analogo a Gaesorix).
Il suo più importante successo fu una spettacolare vittoria contro l'esercito romano nella battaglia di Arausio del 105 a.C. Venne in seguito sconfitto e ucciso nella battaglia dei Campi Raudii del 101 a.C.
Così descrive le ultime ore di Boiorix Siegfried Fischer-Fabian:
"Boiorix giunge a cavallo davanti all'accampamento romano e intima di stabilire il giorno ed il luogo della battaglia, perché ormai non resta altro da fare. Mario, vera natura di guerriero, non riesce a capire questo schietto re dei barbari che sfida un esercito di 55.000 uomini come si trattasse di una competizione sportiva, deve semplicemente sorprendere o destare invece ammirazione? Mario decide infine di mandare un legato all'accampamento dei Cimbri, per informarli che i Romani non avevano mai seguito i consigli del nemico quando intendevano ingaggiare battaglia. Ma improvvisamente cambia parere, concede un'eccezione e per il terzo giorno propone come campo di battaglia i Campi Raudi presso Vercellae (l'odierna Vercelli). Ingenuamente Boiorix accetta, senza sospettare che è stato giocato. Il giorno dello scontro ci si accorge che i guerrieri germani devono combattere con un sole accecante negli occhi mentre vengono sferzati in faccia da enormi nuvole di polvere, provocate da un vento locale che soffia in quella stagione dell'anno e la cui direzione Mario naturalmente conosceva. Inoltre la vasta pianura offre buon gioco alla cavalleria romana decisamente superiore... È certo che i Cimbri, almeno in prima linea, erano armati con armi catturate ai nemici e quindi meglio di quanto non lo fossero l'anno prima i Teutoni. I loro cavalieri portavano corazze di ferro ed elmi, avevano lance a due punte e lunghe spade, un'armatura che per il semplice soldato germanico era un sogno. Eppure furono proprio gli uomini a cavallo che, battuti dalla cavalleria romana superiore di numero, piombarono in fuga sui fanti che stavano prendendo posizione. I germani dovettero schierarsi di nuovo, avanzarono, si scontrarono col centro dello schieramento romano e, ripiegando a destra, s'incunearono tra il centro e l'ala sinistra. I romani scambiarono quel ripiegamento per fuga, si diedero all'inseguimento ma trovarono il vuoto. Nacque un caos di polvere pungente, sole accecante e strepito d'armi, accompagnato dal rombo cupo che giungeva dall'accampamento dei carri, dove le donne dei Cimbri tambureggiavano con bastoni sulle pelli bovine che erano distese sopra i tralicci dei carri. Questo 30 luglio del 101 a.C. fu un lungo, sanguinoso giorno: la fine cominciò a delinearsi quando i romani riuscirono con le loro ali ad accerchiare il nemico."
Questo condottiero, Boiorix, che nella sua ingenuità sfidò i legionari di Caio Mario come in una competizione sportiva, sarà molto diverso dai condottieri astuti che i Germani vanteranno nei secoli a venire, a partire da Ariovisto ed Arminio.